# AHS Krab
AHS Krab (poljski za rak) je samohodni topnički sustav razvijen od strane BAE Land Systems, koji je pobjednik na natječaju za novi samohodni topnički sustav Poljske vojske.  
Osnovu Kraba čini modificirano tijelo tenka T-72. Sustav pokreće S-12U dizelski motor koji proizvodi 850 KS. Kupola Krab sustava je skoro identična onoj instaliranoj na AS-90M Braveheart sustavu. Kupola će se proizvoditi u Poljskoj pod licencom. 
Naoružana je 155 mm/L52 haubicom koja može ispaljivati svo standardno 155 mm NATO streljivo. Haubica i kupola u kojoj je smještena izrađena je prema licenci britanskog proizvođača "BAE Systems", koji je tehnolgiju izvorno ugrađenu u britansku samohodnu haubicu AS-90 (koja se proizvodi od početka 1990.-ih godina prenio poljskom proizvođaču Huta Stalowa Wola (HSW SA). 
Krab ima ugrađen automatski punjač topa. Maksimalan domet standardnog HE-FRAG projektila je 30 km, a onog s raketnim punjenjem 40 km. Borbeni komplet se sastoji od 60 granata. Kao sekundarno naoružanje je na krov kupole postavljena 12,7 mm strojnica.
Krab je opremljen poljskim sustavom upravljanja paljbom (SUP), interkomom i radiom.